# Geografiska Polcirkeln
Geografiska Polcirkeln är en hållplats på Inlandsbanan vid Norra polcirkeln omkring 10 km söder om Jokkmokk, mellan stationerna Kåbdalis och Jokkmokk.
Ska inte förväxlas med en hållplats på Malmbanan som heter Polcirkeln, och som också ligger vid Norra polcirkeln.